# Sphenomorphus incertus
Sphenomorphus incertus är en ödleart som beskrevs av  Stuart 1940. Sphenomorphus incertus ingår i släktet Sphenomorphus och familjen skinkar. Inga underarter finns listade i Catalogue of Life.